# Juraments d'Estrasburg
Els Juraments d'Estrasburg (Sacramenta Argentariae) marquen el naixement de la llengua francesa. Els dos nets de Carlemany, Carles el Calb i Lluís el Germànic, vencedors de la batalla de Fontenoy-en-Puisaye durant la Guerra civil franca, signaren aquest jurament d'ajuda mútua prestat el 14 de febrer de 842 contra el seu germà Lotari I, on es troba el primer testimoniatge d'una llengua romanç parlada en França, ja clarament distinta del llatí.
Els Juraments d'Estrasburg van ser declarats i redactats en protofrancès i en teudisca lingua (llengua germànica), per cadascun dels dos monarques en la llengua de l'altre, i després per les seves tropes, de manera que tothom pogués comprendre'l. Van ser transcrits per Nitard, un altre net de Carlemany, i il·lustren el moment que el llatí literari, utilitzat en els documents, va deixar de ser intel·ligible per al poble.
La llengua romànica del manuscrit és avui considerada com una llengua d'oïl, primer exemple de protofrancès. Tanmateix, altres investigadors suposen que els Juraments d'Estrasburg són redactats en occità. En particular, el lingüista italià Arrigo Castellani ha publicat nombrosos articles per demostrar l'occitanitat del text: el situa en l'antic dialecte occità de Peiteu, ja que Peiteu era en una zona occitanòfona, abans del segle xiii. També, segons una hipòtesi de Hans Stroh, professor d'occità a la Universitat de Múnic, aquella llengua romànica seria en part occità, més precisament un antic dialecte de l'Alvèrnia del sud, regió que era una possessió de Carles el Calb. El text contindria també un fons lexical comú francès-occità.

## Text enteudisca lingua

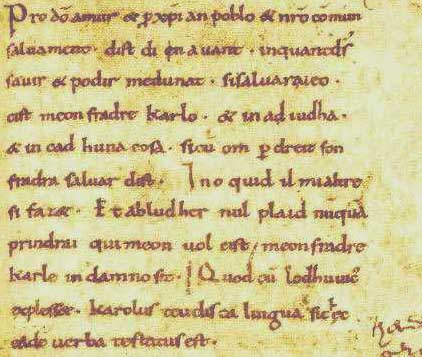
Extracte del Jurament

Escrit en una llengua germànica de tipus fràncic, parlada a Renània. Pronunciat per Carles el Calb.
| « | In Godes minna ind in thes christianes folches ind unser bedhero gealtnissi, fon thesemo dage frammordes, so fram so mir Got geuuizci indi mahd furgibit, so haldih tesan minan bruodher, soso man mit rehtu sinan bruodher scal, in thiu, thaz er mig sosoma duo; indi mit Ludheren in nohheiniu thing ne gegango, zhe minan uuillon imo ce scadhen uuerhen | » |

## Text enromana lingua

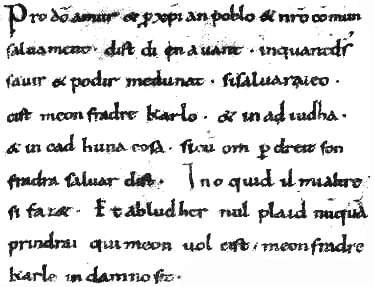
Els Juraments d'Estrasburg

Escrit en protofrancès, clarament distinta del llatí, però sense molts dels trets que distingeixen al francès dels primers texts literaris. Pronunciat per Lluís el Germànic.
| « | Pro deo amur et pro christian poblo et nostro commun salvament, d'ist di in avant, in quant deus savir et podir me dunat, si salvarai eo cist meon fradre Karlo et in aiudha et in cadhuna cosa, si cum om per dreit son fradra salvar dist, in o quid il mi altresi fazet, et ab Ludher nul plaid nunquam prindrai, qui meon vol cist meon fradre Karle in damno sit | » |

## Traducció
Traducció al català del text en romana lingua:
| « | Per l'amor de Déu i pel poble cristià, i pel nostre bé comú, a partir d'ara, mentre Déu em doni saviesa i poder, socorreré a aquest el meu germà Carles amb la meva ajuda i qualsevol altra cosa, com s'ha de socórrer a un germà, segons és just, a condició que ell faça el mateix per mi, i no tindré mai cap acord amb Lothari que, per la meva voluntat, pugui ser perjudicial per al meu germà Carles. | » |

## Altres texts en llengua romanç
Hi ha altres texts anteriors als Juraments, que testimonien el romanç parlat a França, com les glosses de Cassel, del segle vii, o les glosses de Reichenau, un segle posteriors. Aquestes són, no obstant això, glossaris o llistes de paraules. El segon text complet de la història de la llengua francesa és la Seqüència de Santa Eulàlia, datada en 880, i que constitueix el primer text literari francès i poc després hi ha encara la Vida de Sant Léger.